# Pierrepont-sur-l’Arentèle
Pierrepont-sur-l’Arentèle ([pjɛʁˈpɔ̃ syʁˌlaʁɑ̃ˈtɛl] ) ist eine französische Gemeinde mit 143 Einwohnern (Stand: 1. Januar 2022) im Département Vosges in der Region Grand Est (bis 2015 Lothringen). Sie gehört zum Arrondissement Saint-Dié-des-Vosges (bis 2024 Épinal) und ist Mitglied im Gemeindeverband Communauté de communes Bruyères-Vallons des Vosges. Die Bewohner werden Pierrepontais und Pierrepontaises genannt.

## Geografie

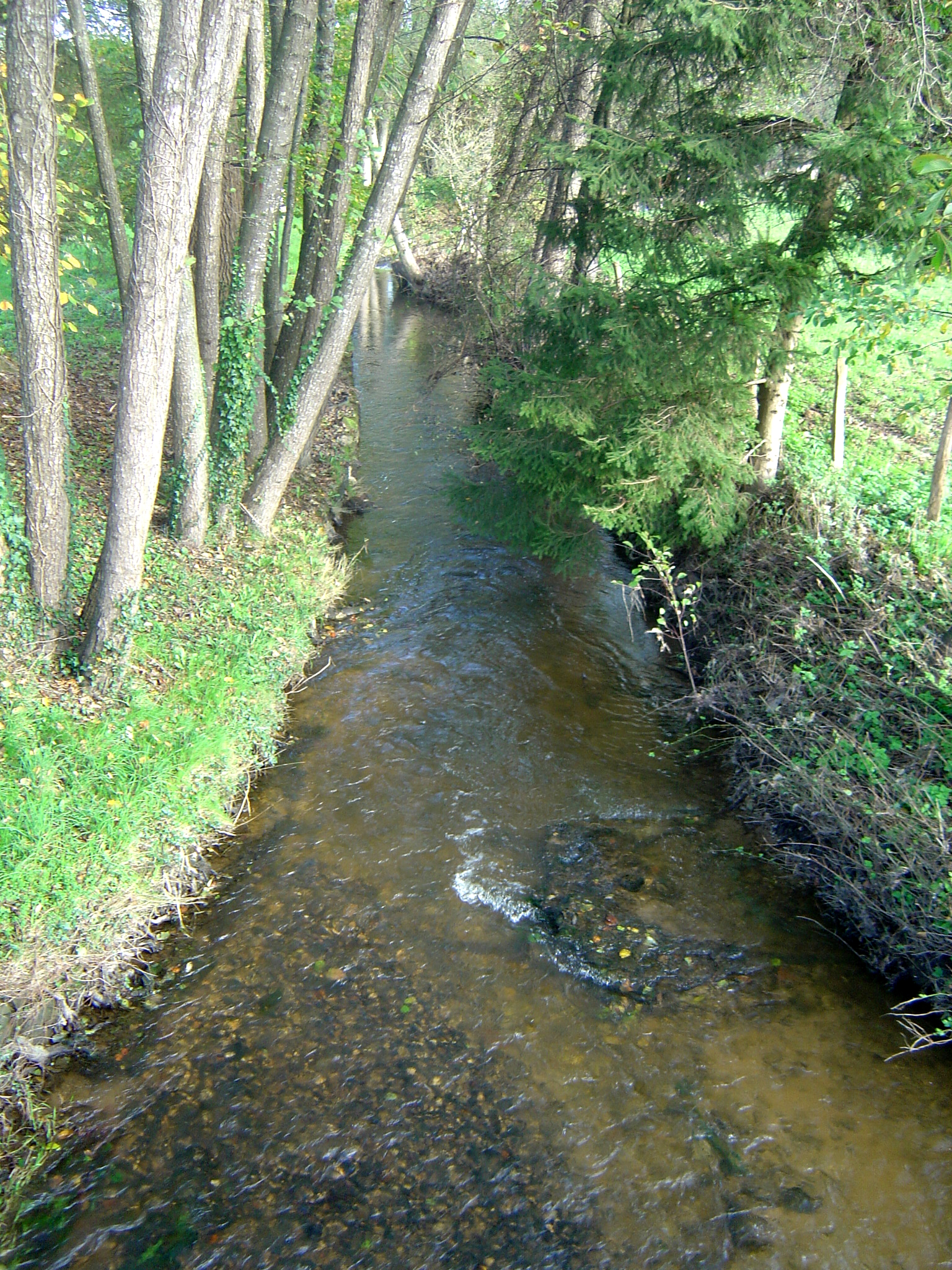
Die Arentèle bei Pierrepont

Die Gemeinde Pierrepont-sur-l’Arentèle liegt zwischen den  Vogesen und dem oberen Moseltal, etwa 20 Kilometer nordöstlich der Departements-Hauptstadt Épinal. Durch das Gemeindegebiet fließt die Arentèle, ein Nebenfluss der Mortagne. Das Gelände um die Gemeinde zeigt wenig Relief, es ist überwiegend flach mit einem leichten Gefälle in Richtung Westen. Die Arentèle nimmt im Gebiet von Pierrepont einige Nebenflüsse auf: Petite Arentèle, Ruisseau de la Soie, Ruisseau de Dracourt, Ruisseau des Roseau. Die Osthälfte des 6,31 km² großen Gemeindeareals ist bewaldet (340 ha), wobei der größte Anteil auf den Forst Le Gros Fays entfällt. Zu Pierrepont gehören die Ortsteile Dracourt und Le Chapuly. Nachbargemeinden von Pierrepont-sur-l’Arentèle sind Sainte-Hélène im Norden, Fremifontaine im Osten, Bruyères im Südosten, Grandvillers im Süden, Viménil im Südwesten sowie Gugnécourt im Westen.

## Geschichte

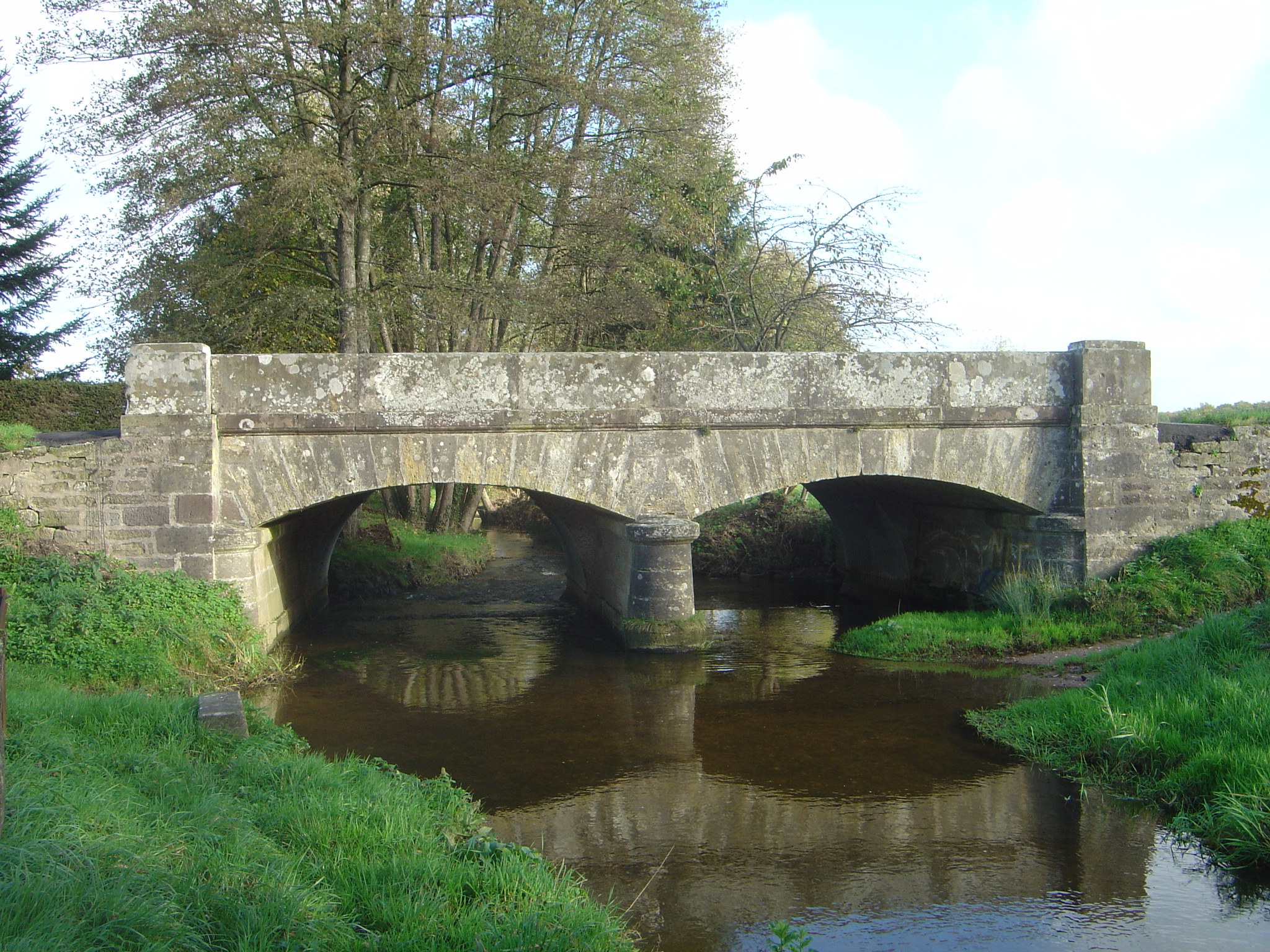
Die über 700 Jahre alte Steinbrücke über die Arentèle

Der Name Pierrepont (Petrus pons / Peters Brücke oder Steinbrücke) ist für das Dorf seit 1247 urkundlich belegt. Die namengebende Brücke über die Arentèle war die Keimzelle des Dorfes, das sich allmählich nach Westen über die Kleine Arentèle (la Petite Arentèle) ausdehnte. Pierrepont war Teil der Vogtei Bruyères, die Bewohner waren im zwei Kilometer nordwestlich gelegenen Dorf  Destord eingepfarrt. Diese Pfarrei war Teil des Kapitels von Saint-Dié. In Pierrepont gab es nur ein Oratorium. Eine eigene Pfarrei erhielt Pierrepont erst nach dem 1850 abgeschlossenen Bau der Dorfkirche St. Gangolf (Saint-Gengoult).
Weil es in Lothringen eine weitere Gemeinde namens Pierrepont gab, erhielt die Gemeinde im Département Vosges  am 4. Oktober 1882 per Dekret den Zusatznamen sur-l’Arentèle.

### Bevölkerungsentwicklung
| Jahr      | 1962 | 1968 | 1975 | 1982 | 1990 | 1999 | 2011 | 2021 |
| Einwohner | 128  | 132  | 113  | 92   | 120  | 106  | 149  | 139  |

Im Jahr 1846 wurde mit 278 Bewohnern die bisher höchste Einwohnerzahl ermittelt. Die Zahlen basieren auf den Daten von cassini.ehess und INSEE.

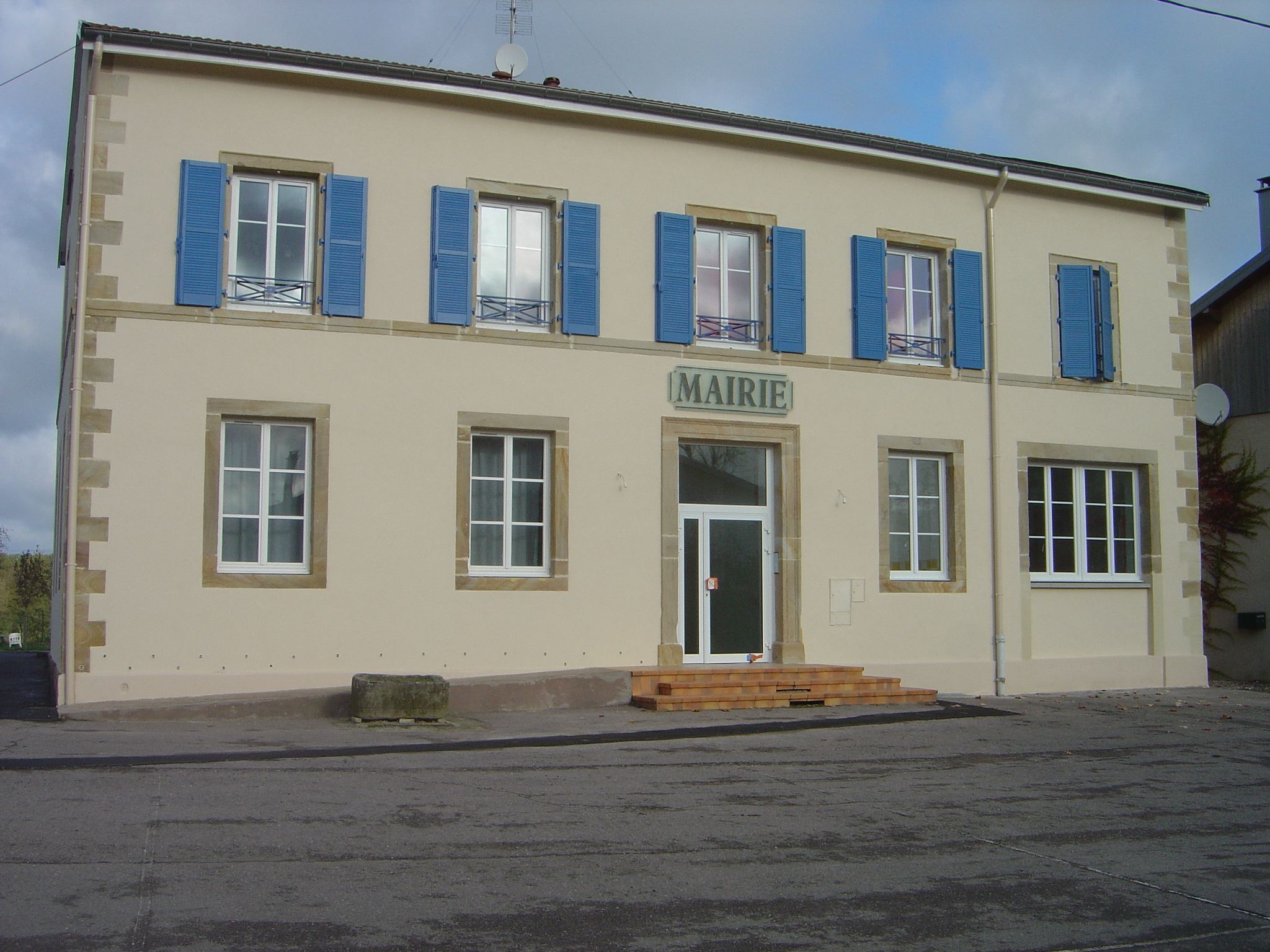
Mairie Pierrepont

## Sehenswürdigkeiten

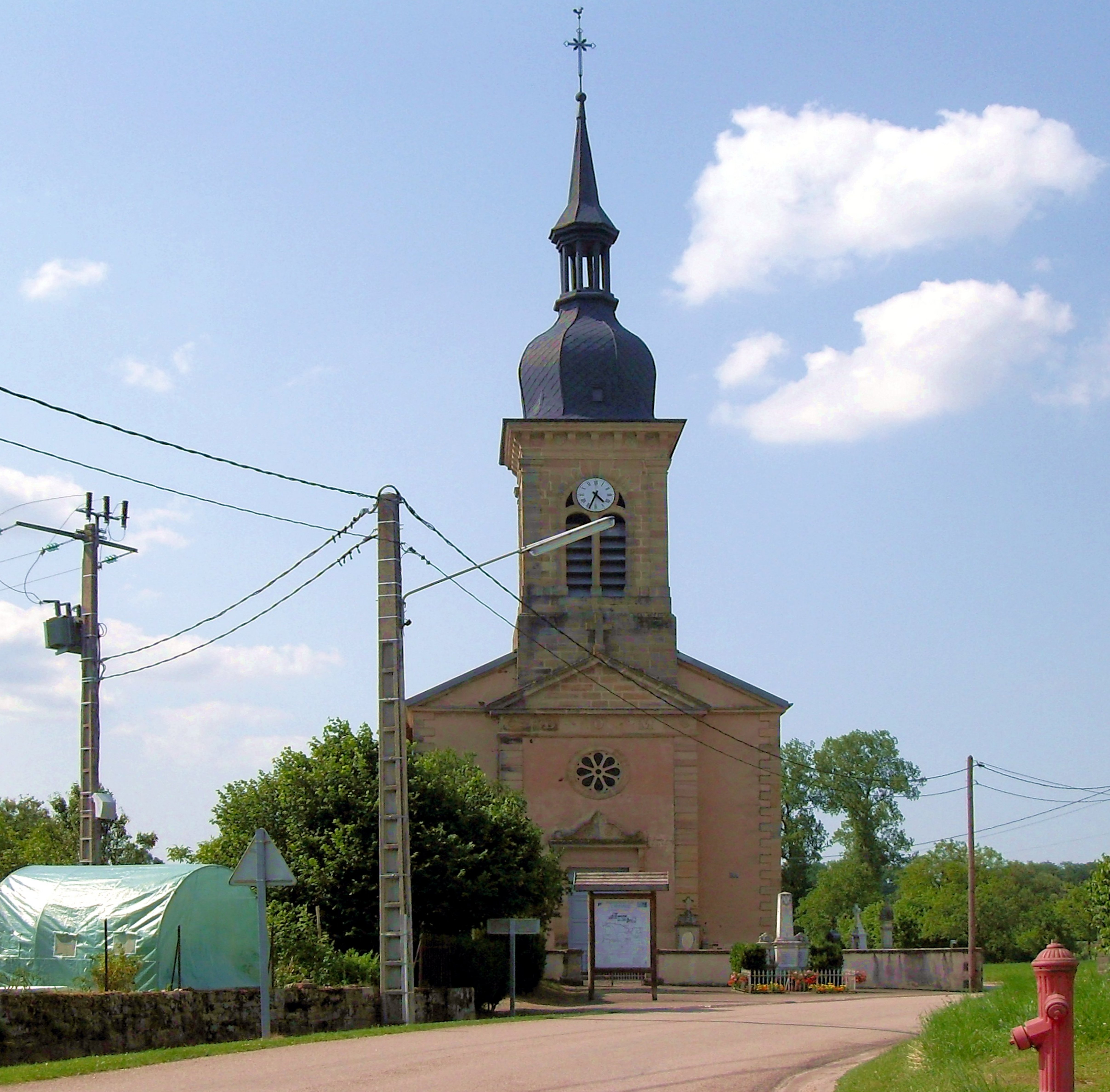
Kirche St. Gangolf

- Die Kirche St. Gangolf (Église Saint-Gengoult) wurde 1848–1850 anstelle einer älteren, baufälligen Kapelle errichtet.

## Wirtschaft und Infrastruktur
Haupterwerbszweige in der Gemeinde sind traditionell die Land- und Forstwirtschaft. Von einer im 19. Jahrhundert errichteten Kartoffelstärke-Fabrik (Féculerie) sind nur noch Ruinen erhalten. In der Gemeinde sind drei Landwirtschaftsbetriebe ansässig (unter anderem Rinderzucht).
Durch die Gemeinde verläuft die Verbindungsstraße von Rambervillers nach Bruyères. Weitere Straßen führen von Pierrepont nach Nonzeville, Destord und Fremifontaine. Der Bahnhof in der neun Kilometer entfernten Kleinstadt Bruyères liegt an der Strecke Arches-Saint-Dié.

## Belege
1. ↑  Pierrepont-sur-l’Arentèle auf vosges-archives.com (Seite nicht mehr abrufbar, festgestellt im Mai 2019. Suche in Webarchiven)  Info: Der Link wurde automatisch als defekt markiert. Bitte prüfe den Link gemäß Anleitung und entferne dann diesen Hinweis. (französisch; PDF; 51 kB)
2. ↑  Pierrepont-sur-l’Arentèle auf cassini.ehess
3. ↑  Pierrepont-sur-l’Arentèle auf INSEE
4. ↑  Landwirtschaftsbetriebe auf annuaire-mairie.fr (französisch)